# Dendropsophus elianeae
Dendropsophus elianeae es una especie de anfibio de la familia Hylidae.
Habita en Brasil y posiblemente Paraguay.
Sus hábitats naturales incluyen sabanas secas, zonas de arbustos, marismas de agua dulce y corrientes intermitentes de agua. Está amenazada de extinción por la destrucción de su hábitat natural.